# ハンターズポイント・アベニュー駅
ハンターズポイント・アベニュー駅 (Hunterspoint Avenue) とは、ニューヨーク市クイーンズ区のロングアイランドシティにあるロングアイランド鉄道 (LIRR) の駅である。

## 概要
シティターミナルゾーンに含まれる。運賃区間はゾーン1である。列車の運行本数は少なく、平日のラッシュアワーにのみ利用者が多く混雑する方向（朝はジャマイカ駅方面、夕方はロングアイランドシティ方面）に列車が運行している。多くの列車はロングアイランドシティまで乗り入れる。

## 利用可能な鉄道路線
- 本線
  - オイスターベイ支線 - ミネオラ駅から本線に乗り入れ。
  - モントーク支線 - バビロン支線またはセントラル支線を通して本線に乗り入れ。
  - ポートジェファーソン支線 - ヒックスヴィル駅から本線に乗り入れ。

## 駅構造
| 1 | ■本線 | ロングアイランドシティ方面 （終点） |  |
| 1 | ■本線 | ロングアイランド方面 （ジャマイカ） |  |
| 2 | ■本線 | ロングアイランドシティ方面 （終点） |  |
| 2 | ■本線 | ロングアイランド方面 （ジャマイカ） |  |

島式ホームを有する1面2線である。ホーム有効長は10両である。49番街（ハンターズポイント・アベニュー)につながる階段が2つある。

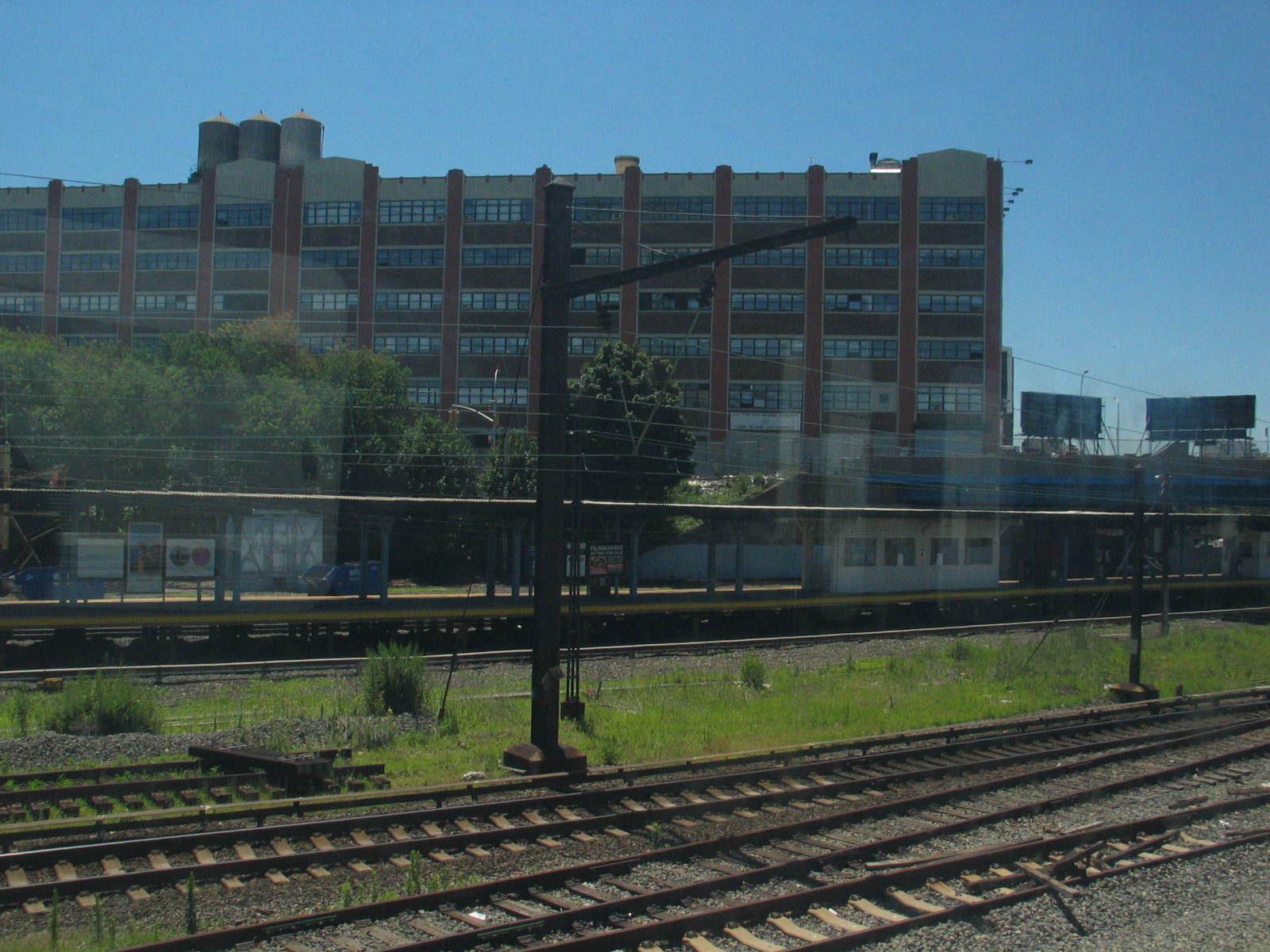
IRTフラッシング線の列車から見たハンターズポイント・アベニュー駅
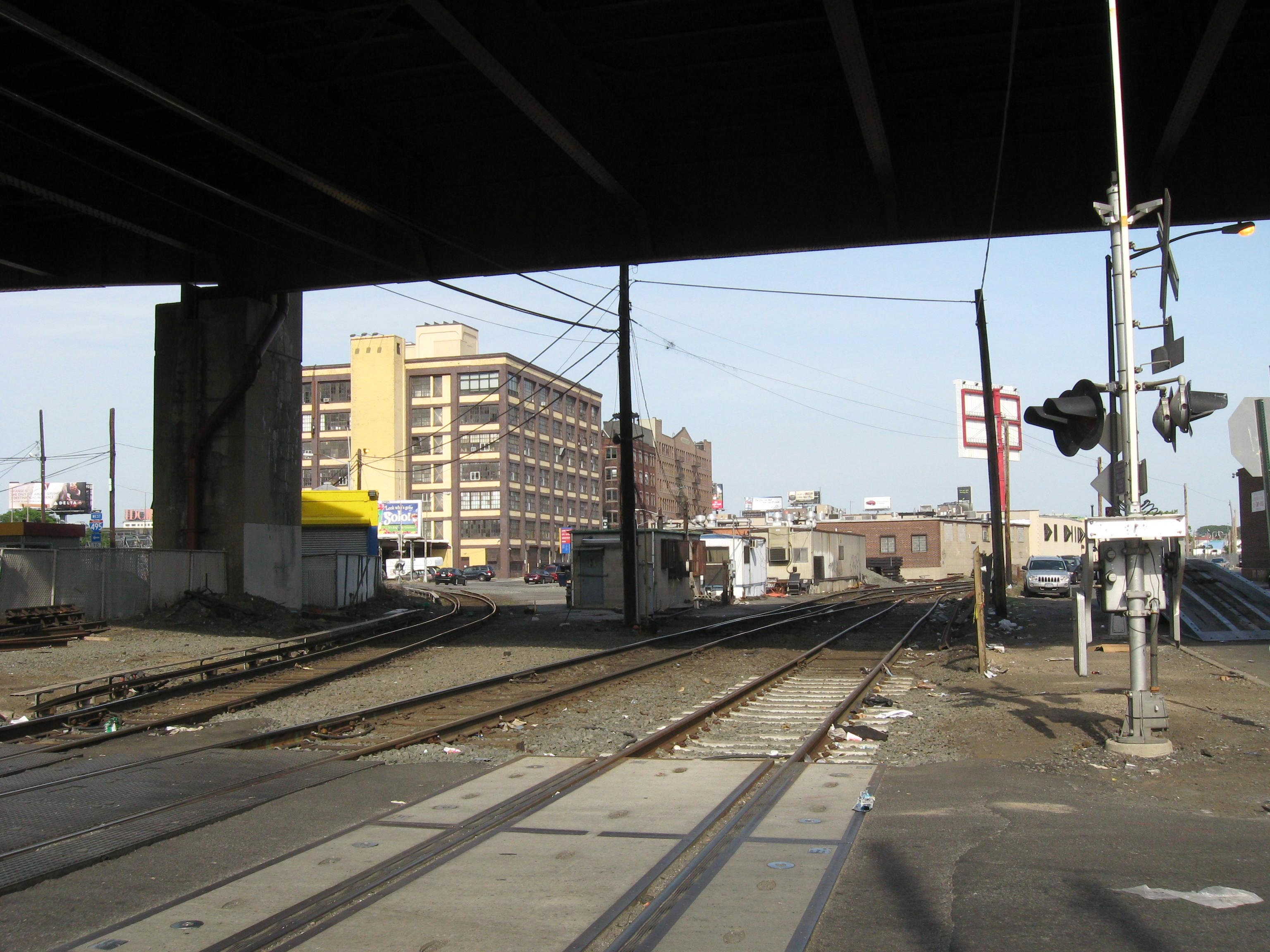
ロングアイランドシティ駅 - ハンターズポイントアベニュー間にあるジャンクション。写真左の線路はボーデン・アベニューを横切りハンターズポイント・アベニュー駅へ行く。

## 歴史
- 1860年8月 - 開業。
- 1863年 - ニューヨーク・アンド・フラッシング鉄道（英語版）がハンターズポイント駅を開業。
- 1878年4月 - LIRRが駅の改良工事（改築）をする。
- 1902年12月 - 火災で駅が焼失する。
- 1903年4月26日 - 駅が再建される。
- 1910年6月16日 - 直流750V（第三軌条方式）に電化される。
- 1912年 - 駅が改築される。
- 1914年10月18日 - 駅が再開する[2]。1914年5月のニューヨーク・タイムズによると、駅は1914年7月1日に再開予定だった[3]。

- 1947年6月 - 平日のみ運行する当駅始発の東行き列車が2本（ジャマイカ行きとクイーンズ・ビレッジ行き）設定された[4]。
- 1951年 - 前記の列車が廃止され、現在のハンターズポイント駅となる。

## その他
- 午後遅くに1本だけ当駅始発ロンコンコマ行きの列車が設定されている。
- ほぼすべての列車がイースト川トンネルを使用できないディーゼル列車であるが、駅構内は電化されており電車が走ることもある。

## 隣の駅
ロングアイランド鉄道
■ロングアイランド鉄道本線
ロングアイランドシティ駅 - ハンターズポイント・アベニュー駅 - ジャマイカ駅